# Sputnik (agência de notícias)
Sputnik é uma agência internacional de notícias lançada pelo governo russo, operada pela empresa estatal Rossiya Segodnya. Sputnik substituiu a agência de notícias RIA Novosti e a rádio Voz da Rússia.
Rádio Sputnik é uma rádio estatal russa que opera em mais de 30 idiomas, cobrindo mais de 34 países, 800 horas diárias e sendo propagado por FM, digital DAB/DAB+, HD-Radio, assim como transmissões via internet."
A Sputnik possui escritórios regionais e representantes em vários países, incluindo os Estados Unidos (Washington), Egito (Cairo), China (Beijing) e Reino Unido (Londres e Edimburgo), Uruguai (Montevidéu), Quirguistão (Bishkek). A agência cobre as notícias da política e economia e é orientada para uma audiência estrangeira.
Os sites de notícias da agência operam em mais de 30 idiomas, incluindo inglês, espanhol, português, francês, alemão, árabe, chinês etc. As notícias do Sputnik estão abertas 24 horas por dia. Além do conteúdo de notícias, o Sputnik vende fotojornalismo, transmissões ao vivo, infográficos e pesquisas de opinião.
Segundo a SimilarWeb, o número total de visitantes do sputniknews.com em janeiro de 2018 é de 54 milhões de pessoas em todo o mundo. A maior parte do site é visitada da Turquia, Alemanha, França, Brasil e EUA.
Segundo Alexander Podrabinek, a agência Sputnik é uma ferramenta do governo russo para propaganda no exterior, além de ser uma versão pró-Putin do Daily Mail e "anti-ocidental". Embora, o Estado russo e o governo daquele país não tenha como controlar o conteúdo editorial das noticias no Ocidente, que tende a defender pautas identitárias e sectárias como ideologia de gênero, neutralizando as forças democráticas fazendo com que a extrema-direita prevaleça nos governos destes países.
Em outubro de 2017 a rede social estadounidense Twitter proibiu anúncios publicitários nas contas dos veículos de comunicação russos RT e Sputnik devido à suspeitas de influenciamento nas eleições americanas de 2016 por meio delas.